# I’ll Tell Me Ma
Text

(Refrain):

I’ll tell me ma when I go home

The boys won’t leave the girls alone

They pull my hair, they steal my comb

But that’s all right till I get home

She is handsome, she is pretty

She is the belle of Belfast city

She is courting one, two, three

Please, won’t you tell me, who is she?

Albert Mooney says he loves her

All the boys are fighting for her

Knock at the door and ring the bell

Saying, oh my true love, are you well?

Out she comes, white as snow

Rings on her fingers and bells on her toes

Old Johnny Murray says she’ll die

If she doesn’t get the fellow with the roving eye

(Refrain)

Let the wind and the rain and the hail go high

Snow come tumbling from the sky

She’s as nice as apple pie

She’ll get a fellow by and by

When she gets a lad of her own

She won’t tell her ma when she gets home

Let them all come as they will

It’s Albert Mooney she loves still

(Refrain)
I’ll Tell Me Ma ist ein im englischsprachigen Raum bekanntes Kinderlied. Im Refrain wird ein Mädchen beschrieben, das aus Belfast, in manchen Versionen auch aus Dublin oder anderen Städten kommt.
Der Refrain lässt vermuten, dass es eher um junge Kinder geht, da Streiche wie „an den Haaren ziehen“ und das Stehlen eines Kammes beschrieben werden. Die Strophen deuten auf ein etwas höheres Alter des Mädchens hin, da beschrieben wird, wie sie einen bestimmten Jungen liebt, dies aber vor ihrer Mutter geheim hält, da diese sich jemand anderen für ihre Tochter vorstellt.
Herkunft von Melodie und Text sind unbekannt. Es wurde von Alice Bertha Gomme in England und Irland gesammelt, 1890–1894.